# Kostel svatého Rocha (Lisabon)
Kostel sv. Rocha (Igreja de São Roque [ˈsɐ̃w ˈʁɔkɨ]) je katolický kostel v portugalském Lisabonu zasvěcený sv. Rochu z Montpellieru. Byl to první jezuitský kostel v Portugalskem ovládaném světě a jeden z prvních jezuitských kostelů vůbec. Pro Portugalsko a jeho kolonie se stal vzorem nového typu kostela, sloužícího zároveň i jako posluchárna pro jezuitská kázání. Než byli jezuité ze země vyhnáni, sloužil přes 200 let jako hlavní kostel jezuitského řádu v Portugalsku. Po zemětřesení v Lisabonu v roce 1755 byly kostel a přilehlá rezidence, které jako jedny z mála budov v Lisabonu přežily bez velké újmy, předány Svatému domu milosrdenství (Santa Casa da Misericórdia de Lisboa), charitativnímu bratrstvu založenému v roce 1498 královnou Eleonorou z Viseu, aby nahradily jejich zničený kostel a ústředí. Kostel tomuto spolku, který se později stal státem podporovanou nezávislou neziskovou organizací, patří dodnes.
Kostel byl postaven v 16. století podle návrhu Filippa Terziho s přispěním Afonse a Bartolomea Álvaresových a představuje typický příklad manýristické náboženské architektury a prototyp portugalských jezuitských kostelů. Je jednolodní, s bočními kaplemi propojenými stropem z dřevěných desek. Má jednoduchý podélný půdorys, pravoúhlé hrany a sedlovou střechu, naznačený transept a mělkou obdélníkovou apsidu. Byl prvním jezuitským kostelem navrženým jako tzv. auditoriový kostel s optimální akustikou a viditelností, což usnadňovalo kázání a přímý kontakt s věřícími. Obsahuje osm propojených kaplí, z nichž většina je v barokním stylu z počátku 17. století. Nejvýznamnější kaplí je Kaple sv. Jana Křtitele z 18. století, kterou navrhli Nicola Salvi a Luigi Vanvitelli. Byla postavena v Římě z mnoha cenných materiálů a papež Benedikt XIV. zde sloužil inaugurační mši v květnu 1747. Poté byla kaple rozebrána, přepravena na lodích a znovu sestavena v Lisabonu. Ve své době to údajně byla nejnákladnější kaple Evropy a do Portugalska uvedla nový rokokový styl. V kostele je kromě toho řada dalších pozoruhodných uměleckých děl, mimo jiné velká sbírka relikviářů. Tu kostelu odkázal João de Borja, syn třetího generála jezuitů Františka Borgii, který působil jako diplomat, mimo jiné i v Praze u Rudolfa II., a na svých cestách sbíral relikvie.

## Dějiny

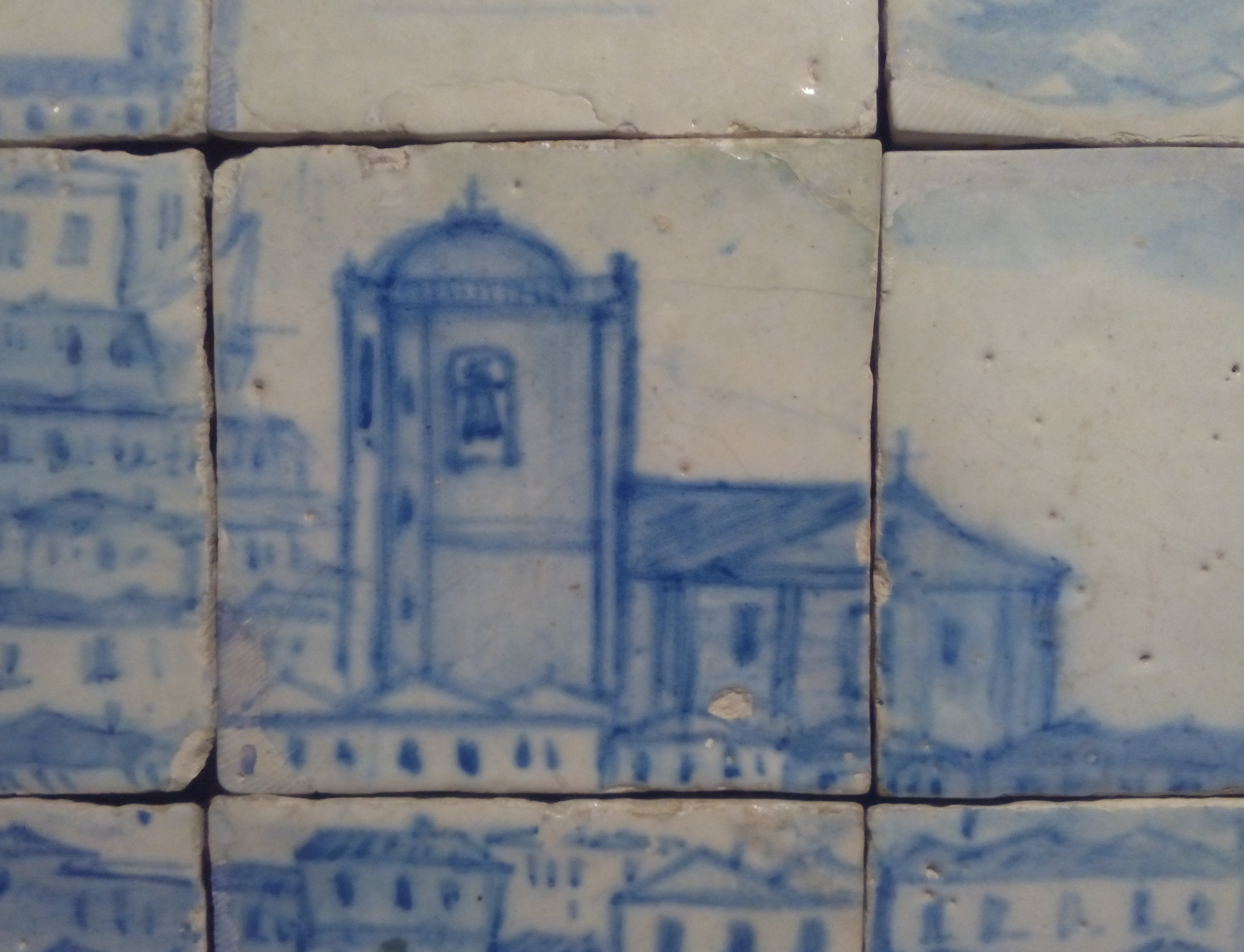
Kostel svatého Rocha na kachlích azulejo z počátku 17. století

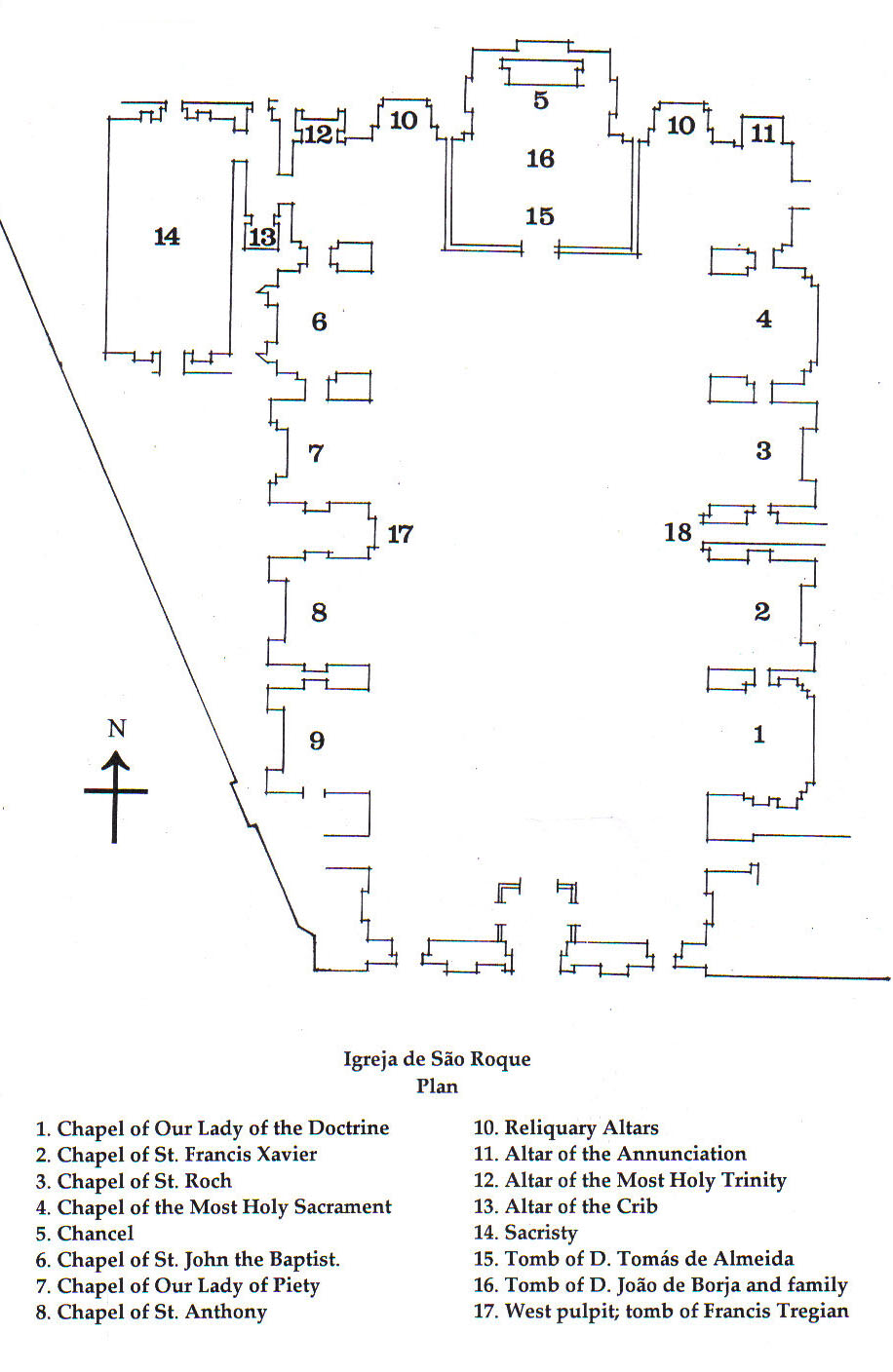
Půdorys

### Morová epidemie a vznik kaple sv. Rocha
Opakované morové vlny v Evropě způsobovaly trvalou hrůzu mezi lidmi a obavy u královského dvora. Na konci roku 1505 zasáhl Lisabon mor, který do města pravděpodobně zavlekla z Říma portugalská delegace vyslaná králem Manuelem I. (vládl 1495–1521) k papeži Juliovi II., vedená arcibiskupem z Bragy. Král i dvůr byli nuceni na čas opustit Lisabon. Místo ležící za hradbami města (dnes náměstí náměstí Largo da Misericórdia v oblast známé jako Bairro Alto) se stalo hřbitovem pro oběti moru. Král se doslechl o zázračných skutcích svatého Rocha, který se v Piacenze sám nakazil morem a zázračně se uzdravil. Ostatky svatého se nacházely v Benátkách, kam byly přeneseny z Montpellieru v roce 1485 a kde jsou dnes uloženy v kostele San Rocco. Král tedy požádal dóžete Loredana o relikvii sv. Rocha. Ta byla ještě toho roku benátskou vládou poslána a slavnostně přenesena v průvodu na kopec k morovému hřbitovu. Obyvatelé Lisabonu se pak rozhodli na tomto místě postavit kapli pro uchování relikvie.
Stavba byla zahájena 24. března 1506 a kaple byla posvěcena 25. února 1515. Tato raná svatyně byla podle středověké tradice orientována ze západu na východ. Ke kapli přiléhal Morový dvůr, určený k pohřbívání obětí moru, který byl formálně posvěcen biskupem Ambrósiem 24. května 1527. Přibližně ve stejné době vzniklo Bratrstvo sv. Rocha (Irmandade de São Roque), které mělo na starosti péči o svatyni, která se stala vyhledávaným poutním místem. Toto bratrstvo, zahrnující lidi ze všech společenských vrstev, existuje dodnes a spravuje kapli sv. Rocha v současném kostele.

### Příchod jezuitů a stavba kostela
V roce 1540, po založení Tovaryšstva Ježíšova v 30. letech 16. století, pozval portugalský král Jan III. (vládl 1521–1557) jezuity do Lisabonu. První jezuité přijeli ještě v tom roce a usadili se nejprve v dnes již zaniklé Nemocnici všech svatých (Todos-os-Santos) na východní straně náměstí Rossio a později v koleji São Antão na místě dnešní nemocnice São José. Brzy však začali hledat větší a trvalejší místo pro svůj hlavní kostel a vybrali si kapli sv. Rocha. Po dlouhých jednáních zajistil Jan III. předání svatyně jezuitům. Dohoda s Tovaryšstvem zahrnovala zachování sv. Rocha jako patrona nového kostela a zřízení kaple sv. Rocha v nové budově. Jezuité převzali původní svatyni 1. října 1553 při slavnostní mši, při níž kázal František Borgia (1510–1572).
Ihned po převzetí začalo plánování nové budovy kostela. Král chtěl monumentální stavbu se třemi loděmi, ale jezuité upřednostňovali návrh odpovídající zásadám Tridentského koncilu, kladoucí důraz na jednoduchost a funkčnost. Základní kámen byl položen v roce 1555 a po několika změnách projektu byl naplánován ve své současné podobě v roce 1565. Královský architekt Afonso Álvares (1557–1575) dohlížel na práci od roku 1566 do 1575, až do úrovně interiérové římsy. Práci poté převzal jeho synovec Baltasar Álvares (činný v letech 1570–1624). Stavbu dokončil italský architekt Filippo Terzi, známý v Portugalsku jako Filipe Térzi (1520–1597), královský architekt (Mestre das Obras de el-Rei) na dvoře portugalského a španělského krále Filipa II. (v Portugalsku jako Filip I., 1580–1598), který upravil fasádu, strop a střechu a dokončil interiéry. Stavba kostela sv. Rocha byla jeho první portugalskou zakázkou, po které následovaly další kostely v Lisabonu (kostel sv. Antonína Santo Antão, kostel Panny Marie na útěku Sta. Maria do Desterro a kostel sv. Vincenta za hradbami São Vicente de Fora) zničené nebo poškozené později zemětřesením.
Zatímco původní kaple byla orientována ze západu na východ, nový kostel byl orientován z jihu na sever, přes starší budovu. Půdorys kostela je jednoduchý a prostorný — široká jednolodní dispozice, mělká čtvercová apsida, vyvýšené kazatelny mezi zapuštěnými galeriemi nad bočními kaplemi a prakticky žádné transepty. Tento styl tzv. auditoriového kostela, ideální pro kázání, se stal známým jako jezuitský styl a byl široce napodobován po celém Portugalsku i v portugalských koloniálních městech v Brazílii a Dálném východě. Jednoduchý a strohý exteriér kostela, typický pro portugalský „prostý styl“ (estilo chãoestilo chão), kontrastuje s bohatě zdobeným barokním interiérem s glazovanými dlaždicemi, zlaceným dřevem, pestrobarevnými sochami a olejomalbami. Hlavní průčelí je velmi střídmé, symetrické a rozdělené do dvou úrovní. Spodní úroveň má tři dveře, přičemž boční dveře jsou nad nimi opatřeny malými okny. Horní úroveň má tři okna, a fasáda je zakončena trojúhelníkovým štítem s kruhovým oknem uprostřed. Tato podoba průčelí je částečně výsledkem oprav po zemětřesení v roce 1755.

### Anglická výprava a obrana Lisabonu
Kostel São Roque a jeho okolí hrály významnou roli během anglické výpravy do Portugalska v roce 1589, která byla součástí anglo-španělské válka (1585–1604). Tato výprava, vedená admirálem Francisem Drakem a generálem Johnem Norrisem, následovala po porážce španělské Armady v roce 1588. Jejím hlavním cílem bylo podpořit Dona Antónia, pretendenta na portugalský trůn, proti španělskému králi Filipovi II., který vládl Portugalsku od roku 1580 v rámci personální unie.
Anglické síly doufaly, že najdou podporu mezi portugalským obyvatelstvem, avšak k masivnímu povstání nedošlo. Když Angličané dorazili k Lisabonu, narazili na silný odpor španělské posádky, která byla dobře opevněna a připravena na obranu města. Kostel São Roque, umístěný na vyvýšenině s výhledem do údolí, se stal strategickým bodem španělské obrany. Španělští mušketýři obsadili dlouhou řadu oken kostela, odkud měli přehled nad cestou vedoucí z anglického tábora na protějším kopci za branou São Antão. Jejich palba z této pozice znemožnila Angličanům efektivně zaútočit a donutila je k ústupu. Výprava skončila katastrofálně – Angličané utrpěli značné ztráty na lidech i lodích a byli nuceni se stáhnout. Don António nikdy nezískal portugalský trůn a anglická expanze do Portugalska se ukázala být neúspěšnou.

### Vyhnání jezuitů a předání kostela Svatému domu milosrdenství
V roce 1759 byli jezuité, obvinění z podílu na šlechtickém spiknutí proti králi Josefovi I. a jeho premiérovi, markýzi de Pombalovi (1699–1782), vyhnáni z portugalského území. Kostel sv. Rocha byl zabaven spolu s přilehlými budovami a rezidencemi. O devět let později, 8. února 1768, byl areál na základě královského dekretu předán lisabonskému Svatému domu milosrdenství (Santa Casa da Misericórdia de Lisboa), jehož původní kostel a administrativní budovy byly zničeny zemětřesením v roce 1755.
Svatý dům milosrdenství, dnes nezisková organizace s podporou státu, stále vlastní a spravuje tento areál. Kostel nadále slouží svému účelu a část jezuitské rezidence byla koncem 19. století přeměněna na muzeum (Museu de São Roque). Jiné části komplexu a později postavené přilehlé budovy slouží jako sídlo této instituce v Lisabonu.

## Interiér

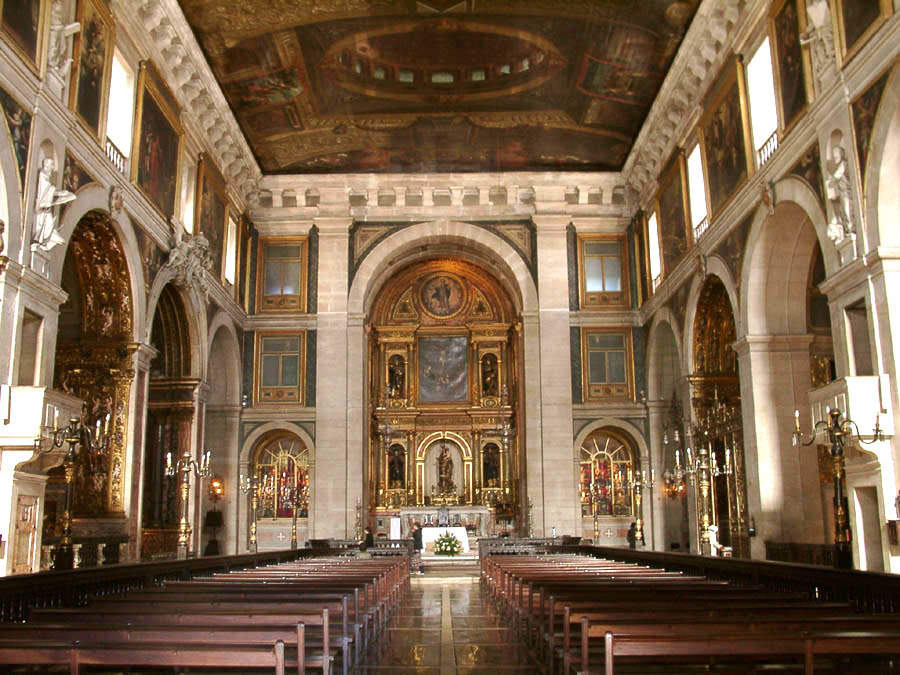
Pohled směrem k hlavnímu oltáři

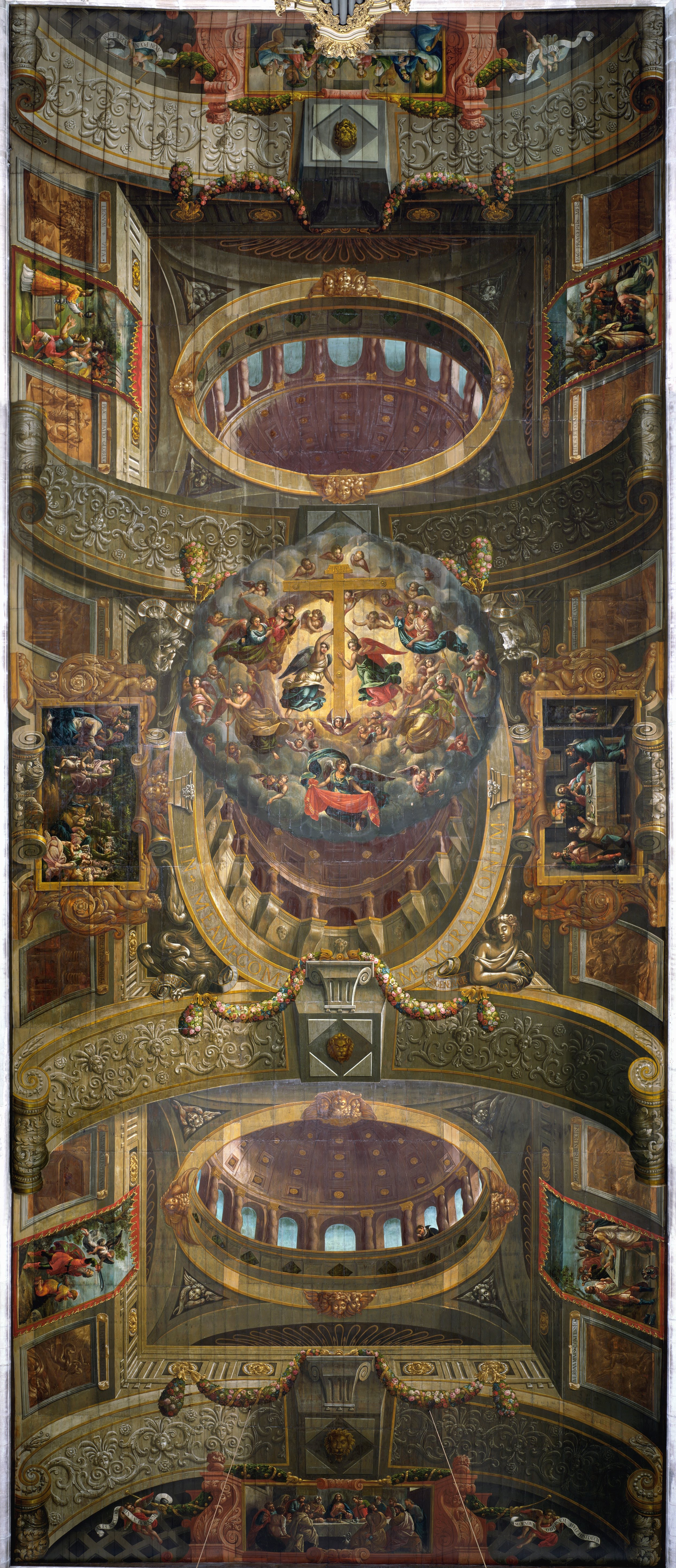
Manýristický iluzivní strop

Výzdoba kostela je výsledkem několika fází činnosti v průběhu 17. a 18. století a odráží buď ideály Tovaryšstva Ježíšova, nebo – v případě kaplí – různých bratrstev či spolků. Vznikla v době protireformace a odráží snahy církve upoutat pozornost věřících. Fáze výzdoby zahrnují manýristický styl (kaple sv. Františka Xaverského, kaple Svaté rodiny a presbytáře), raně barokní styl (kaple Nejsvětější svátosti), vrcholné baroko (kaple Panny Marie Prostřednice Věrouky a Panny Marie Matky Milosrdenství) a římské baroko z 40. let 18. století (kaple sv. Jana Křtitele). Renovace z 19. století zahrnují výstavbu kůrové galerie nad hlavním vchodem, kde byly instalovány varhany, přestavbu mříže kaple Nejsvětější svátosti a instalaci zlaceného železné zábradlí a také výměnu vstupních dveří.
Různé části kostela (např. stěny pod kůrovou galerií a v příčné lodi) jsou zdobeny dlaždicemi s diamantovým vzorem pocházejícími ze sevillské Triany (historická čtvrť na západním břehu řeky Guadalquivir v Seville známá svými tradičními keramickými dílnami), které jsou podle tradice datovány do roku 1596. Jinde kachle zdobí botanické prvky, voluty, putti, symboly umučení Páně či monogram Tovaryšstva Ježíšova IHS. Ve výklencích nad dvěma kazatelnami jsou bílé mramorové sochy čtyř evangelistů. Kolem horního patra hlavní lodi je cyklus 20 olejomaleb zobrazující život Ignáce z Loyoly, zakladatele Tovaryšstva Ježíšova, připisovaný Domingovi da Cunha zvanému Cabrinha, laickému jezuitskému malíři z počátku 17. století, který podobný cyklus vytvořil i pro jezuitský univerzitní kostel ve městě Coimbra (pozdější Novou katedrálu).
Malovaný strop lodi je ve stylu trompe-l'œil navozující iluzi valené klenby se třemi perspektivními kupolemi, oddělenými segmentovými oblouky, zdobenými groteskami. Většinu nástropní malby vytvořil v letech 1587 až 1589 Francisco Venegas (působil 1578-1590), královský malíř Filipa II. Na počátku 17. století přidal malíř Amaro do Vale do této kompozice velký centrální medailon, znázorňující Oslavu svatého Kříže, a čtyři mystické hostiny Krista na bočních pruzích stropu. Jezuité přidali dále 8 velkých obrazů a 12 monochromatických panelů zobrazujících biblické výjevy. Strop v přední části kostela byl poškozen při zemětřesení v roce 1755 a byl přestavěn a přemalován. Celý strop byl restaurován v roce 2001.
Barokní varhany (s 1694 píšťalami) na chórovém ochozu nad hlavním vchodem byly postaveny v roce 1784 Antóniem Xavierem Machado e Cerveira a původně instalovány v klášterním kostele sv. Petra z Alcantary. Ve 40. letech 19. století byly přemístěny do sv. Rocha, kde byly původně osazeny ve východním transeptu a zcela zakryly oltář Zvěstování; v 90. letech 19. století pak byly přemístěny na chórovou galerii. Byly několikrát podstatně přestavěny.
Kostel má kněžiště, osm hlavních bočních kaplí v kostele a pět dalších oltářů v příčné lodi.

## Kněžiště

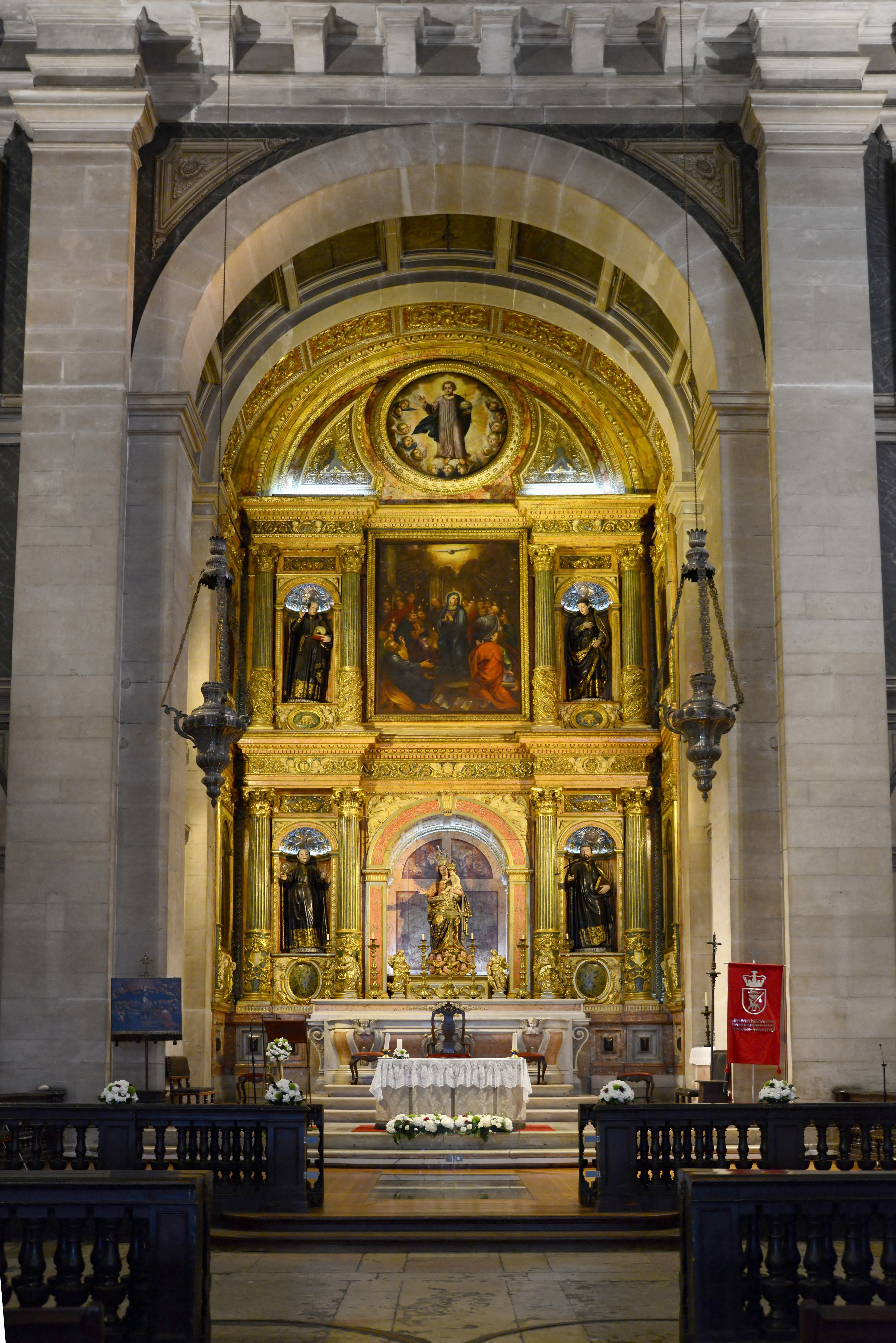
Kněžiště

Řezbářské práce (1625 až 1628), zlacení a čalounění kněžiště včetně trůnu pro výstav Nejsvětější svátosti provedli tři členové Tovaryšstva Ježíšova. Návrh oltáře je připisován Teodósiovi de Frias a řezbářské práce mistru Jerónimu Correiovi.
Kompozici vysokého strohého oltáře člení párové korintské sloupy osazené ve dvou úrovních. Spodní třetinu každého sloupu zdobí akantové girlandy, voluty a závěsné dekorace. Půlkruhový vrchol oltáře zdobí malba v kruhovém medailonu, tempera na dřevě představující Krista, Spasitele světa. Oltář zdůrazňuje jezuitskou tradici: ve čtyřech výklencích stojí sochy zakladatele Tovaryšstva Ignáce z Loyoly a největších jezuitských světců – Františka Xaverský, Aloise Gonzagy a Františka Borgii. Sochy byly objednány v roce 1630 a nedávno připsány portugalskému sochaři Manuelu Pereirovi (1604–1667). V centrálním výklenku spodní části oltáře je umístěna socha Madony s dítětem za 17. století z čalouněného dřeva. V přední části stojí postříbřené dřevěné sochy čtyř evangelistů.
Na horní úrovni je výklenek pro výstav Nejsvětější svátosti, takzvaný trůn (charakteristický portugalský vynález), který je vybaven souborem sedmi olejomalbami s novozákonními scénami, které se střídají podle liturgického kalendáře. Tato změna dekorace hlavního oltáře byla jezuitskou inovací. Trůn sv. Rocha (běžně nepřístupný zraku věřících) byl jedním z prvních stálých oltářních trůnů v Portugalsku. Zdobí ho šest korintských sloupů a čtyři oblouky, kulaté geometrické prvky a dva velké vyřezávané a zlacené boční panely s reliéfy symbolických stromů. Celek tvoří několikastupňovou pyramidu.
Boční stěny nesoucí klenbu nad oltářem zdobí (směrem dopředu) čtyři výklenky se sochami, po dvou na každé straně: sv. Řehoř Divotvůrce a Panna Marie Neposkvrněného početí a sv. Brigita a Ecce Homo. Směrem dozadu podél těchto bočních stěn jsou čtyři obrazy představující sv. Stanislava Kostku a pravděpodobně sv. Pavla Mikiho, sv. Jana Mučedníka a sv. Dioga (Jakuba) Mučedníka. Poslední tři jsou jezuitští svatí umučení v Nagasaki roku 1597. Malířem asi byl Domingos da Cunha zvaný Cabrinha.
Uprostřed plošiny před oltářem je hrobka prvního lisabonského patriarchy Tomáse de Almeida, který se narodil v Lisabonu roku 1670 a zemřel zde roku 1754. Hrob se skládá z olověné schránky pokryté šedým mramorovým náhrobkem s měděným vykládáním, nápisem a erbem Almeidy korunovaným tiárou.
Právo být pohřben v hrobce postavené pod hlavním oltářem, jak svědčí nápis vytesaný v kameni, získal João de Borja a jeho rodina. João de Borja, který zemřel 3. září 1606 v Escorialu ve Španělsku, sehrál důležitou roli v historii kostela sv. Rocha vytvořením sbírky relikviářů, které nakonec věnoval kostelu. Některé z nich jsou v kostele vystaveny.

## Kaple

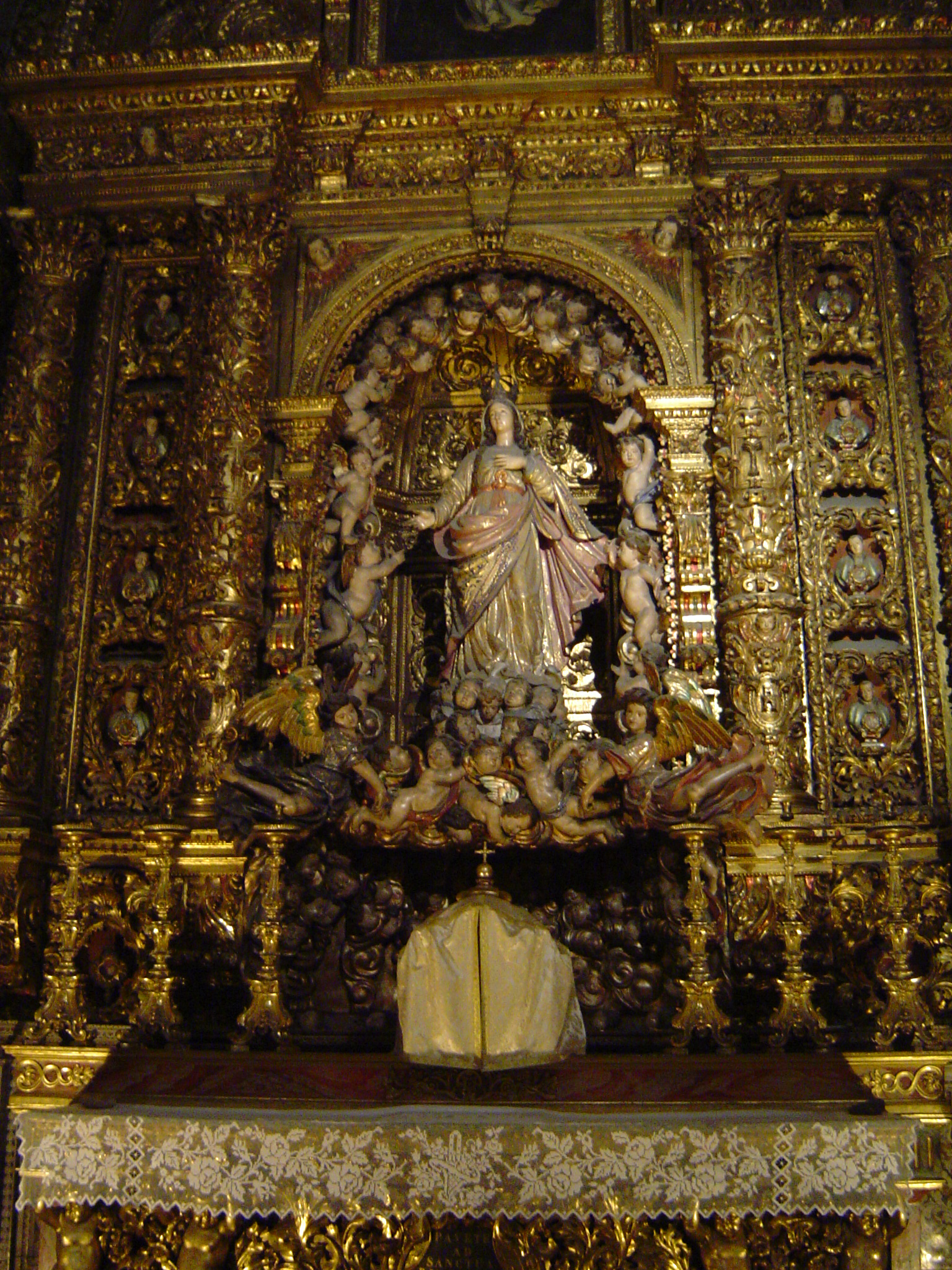
Kaple Nejsvětější Svátosti

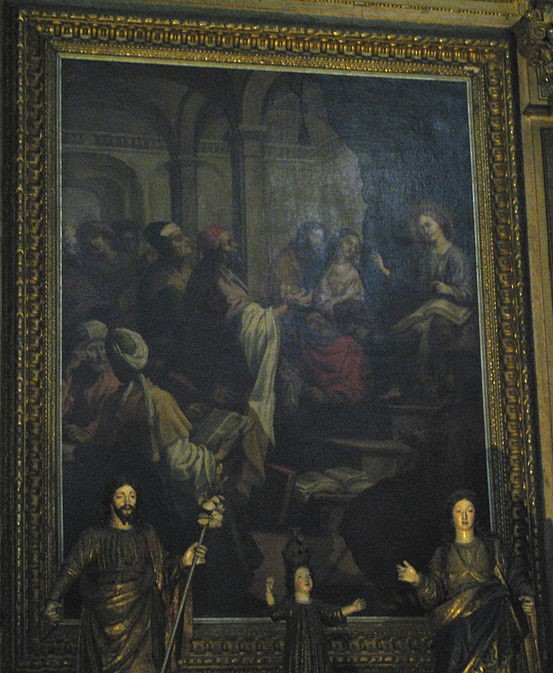
Kaple Svaté rodiny

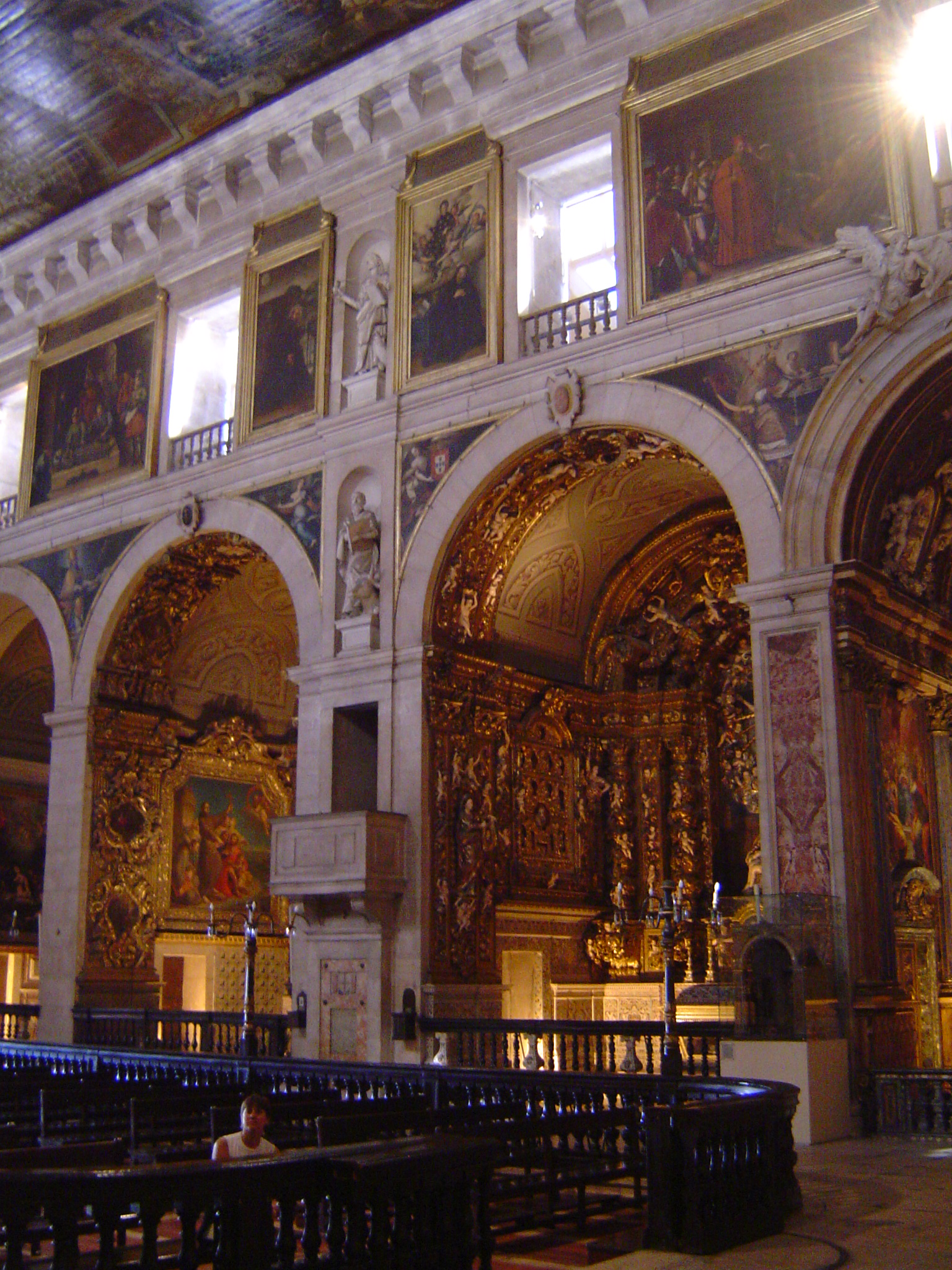
Kaple sv. Antonína, náhrobek Francise Tregiana a kaple Bolestné Panny Marie

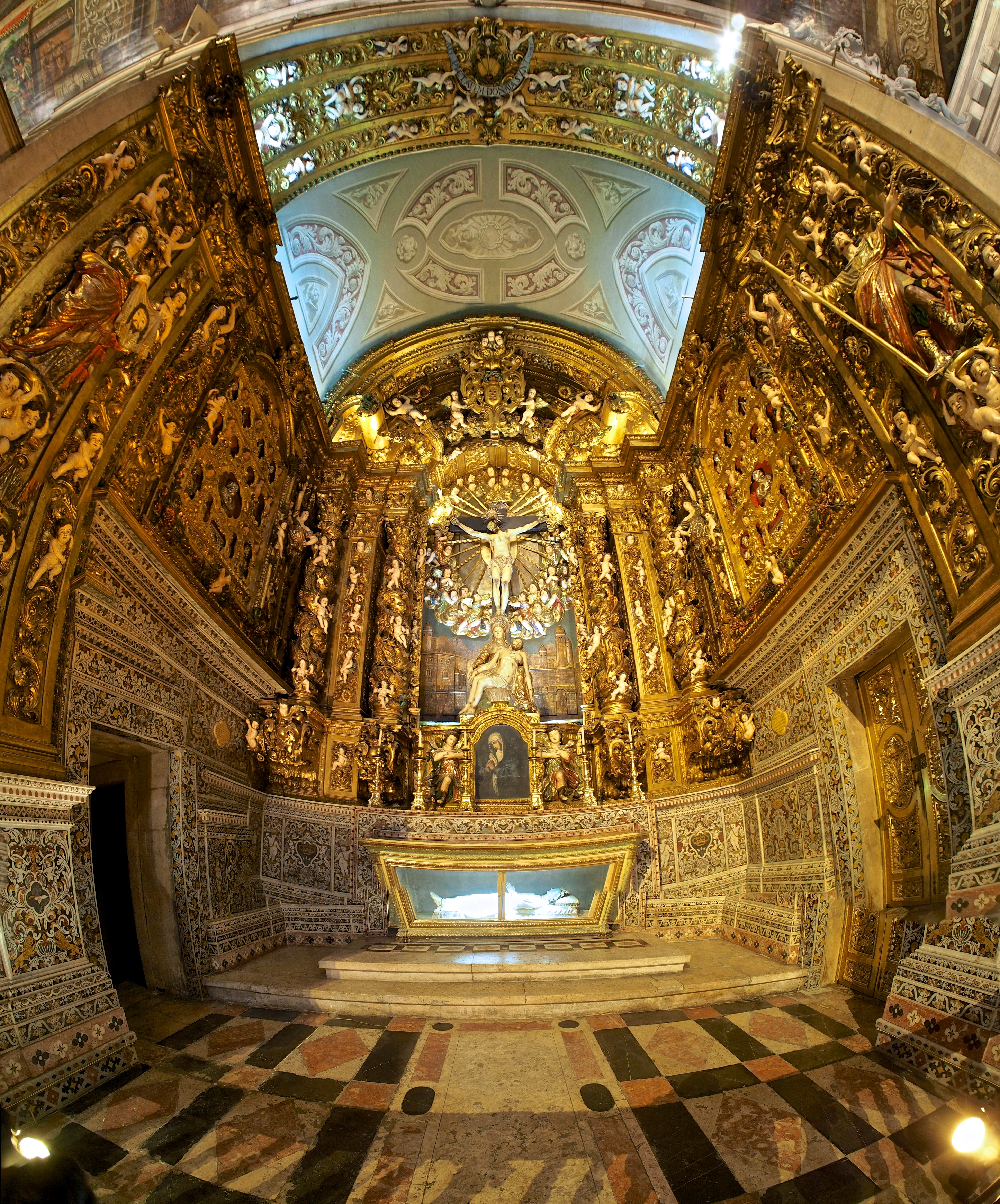
Kaple Bolestné Panny Marie

### Kaple Panny Marie Věrouky
Na tuto kapli se zcela originálním zasvěcením (Capela da Nossa Senhora da Doutrina, první kaple na pravé straně lodi), jejíž stavba započala 1. dubna 1634, dohlíželo Bratrstvo Panny Marie Věrouky zvané také Bratrstvo řemeslných cechů (Congregação dos Oficiais Mecânicos). Bylo založeno v roce 1612 a sdružovalo převážně řemeslníky. Toto bratrstvo zajišťovalo bohoslužby, péči o své členy i výzdobu své kaple. Důležitou součástí byla také podpora uměleckých zakázek. Jedním z hlavních privilegií členů bylo právo na pohřbení v kapli bratrstva. Archivní dokumenty také ukazují, že bratrstvo mělo vlastní knihy účetnictví a záznamy o členech, včetně jejich profesí, bydliště a rodinného stavu.
Hlavní obraz na oltáři z konce 16. století je namalován na dřevě a zachycuje svatou Annu s Pannou Marií v náručí (obraz známý jako Nossa Senhora da Doutrina). Na levé a pravé straně jsou sochy sv. Jáchyma a sv. Anny, rodičů Panny Marie, z konce 17. století. Přestože kaple vznikla v 17. století, současná výzdoba je typická pro portugalské baroko (známé jako „národní styl“, estilo nacional) z první poloviny 18. století. Zlacené dřevo (připisované Josému Rodriguesovi Ramalhovi) pokrývá celý vnitřní povrch včetně stropu. Jsou tu oblíbené portugalské motivy — hrozny, listy vinné révy, ptáci a stojící děti.
Obložení a oltář z brekciového mramoru také zobrazují botanické, zoologické, antropomorfní, geometrické a alegorické motivy. Provedli ho kameničtí mistři Manuel Antunes a João Teixeira a práci dokončili v roce 1690. V bočních výklencích jsou uloženy relikviáře ze sbírky Joãa de Borja. Plastika uvnitř prosklené vitríny pod oltářem znázorňuje Mrtvého Krista a pochází z 18. století.
Je to jediná boční kaple, jejíž zlacená řezbářská výzdoba pokrývá celý její vnitřní povrch, včetně klenutého stropu.

### Kaple svatého Františka Xaverského
Druhá kaple vpravo (Capela de São Francisco Xavier) připomíná raného jezuitského misionáře v Indii a na Dálném východě, sv. Františka Xaverského (1506–1552). Byla také postavena v roce 1634. Výzdoba datovaná do první poloviny 17. století je typická pro manýristické období: klasická, střídmá a vyvážená. Oltář se připisuje mistru řezbáři Jerónimu Correiovi. Socha sv. Františka Xaverského ze 17. století je z čalouněného dřeva a je lemována dvojicemi kanelovaných korintských sloupů, jejichž spodní třetiny, stejně jako vlysy mezi sloupy, jsou vyřezávané a zlacené. Dvě olejomalby na bočních stěnách, připisované Josému de Avelar Rebelo (působil v letech 1635-57), zobrazují Papeže Pavla III. přijímajícího sv. Františka Xaverského a jeho druhy a Loučení sv. Františka Xaverského s králem Janem III. před odjezdem do Indie roku 1541.

### Kaple svatého Rocha
Tato kaple (Capela de São Roque, třetí kaple vpravo) pochází z 2. poloviny 16. století, z doby výstavby jezuitského kostela. Podle tradice stojí oltář na místě apsidy původní morové svatyně. Kapli dodnes spravuje původní Bratrstvo sv. Rocha.
Tato kaple se od ostatních liší: má klasickou strukturu a kombinuje geometrické architektonické prvky, což je dekorace odrážející tehdejší vkus a využívající prvky „národního stylu“. Zdejší typ zlaceného dřeva – zlaté prvky na bílém pozadí – je ve výzdobě kostela jedinečný. Oltářní obraz byl dokončen v roce 1707 a nahradil dřívější, který zchátral. V centrálním výklenku je umístěna socha sv. Rocha z čalouněného dřeva, která má podle tradice přesnou výškou světce (140 cm). Součástí oltáře jsou také plastiky sv. Jakuba St. a sv. Šebestiána a šest sošek čtyř evangelistů a svatých Petra a Pavla z postříbřeného dřeva.
Obraz na levé boční stěně Zjevení anděla sv. Rochovi (konec 16. století) je považován za jedno z nejlepších děl manýristického malíře Gaspara Diase (asi 1560–1590).
Stěny kaple jsou pokryty majolikovými dlaždicemi, datovanými rokem 1584 a podepsanými Francisco de Matos. Kombinují stylizované obrazy přírody s geometrickými vzory a ikonografickými prvky souvisejícími se sv. Rochem.

### Kaple Nejsvětější Svátosti
Čtvrtá kaple vpravo (Capela do Santíssimo) byla založena v roce 1636. Původně byla zasvěcena Panně Marii. Kovaná mříž byla přidána v roce 1894, kdy byla do této kaple z hlavního oltáře přenesena Nejsvětější svátost.
Současná výzdoba pochází z konce 17. a počátku 18. století. Oltář vyřezal lisabonský řezbářský mistr Matias Rodrigues de Carvalho. Portugalská barokní krajka a koruna andělských hlav lemující centrální sochu Nanebevzetí Panny Marie pocházejí z 18. století. Na retáblu je také řada relikviářových bust, mnohé s vazbou na Tovaryšstvo Ježíšovo. Brekciový mramor na spodní třetině zdí byl proveden lisabonskými zednickými mistry Josém Freirem a Luísem dos Santosem a dokončen v roce 1719.

### Kaple Svaté Rodiny
Tato kaple (Capela da Sagrada Família, první kaple vlevo), jejíž stavba byla zahájena rovněž v roce 1634, patřila bratrstvu šlechticů. Klasický styl kaple se podobá kněžišti. Oltář je také připisován Jerónimu Correiovi a obraz na něm, Ježíš mezi učenci, je připisován Josému Avelarovi Rebelovi (činný 1635-57); sochy zobrazují Ježíše, Marie a Josefa. Dva obrazy na bočních stěnách – Klanění sv. Tří králů a Klanění pastýřů – jsou oba připisovány raně baroknímu umělci Andrému Reinosovi (asi 1590 – po 1641).

### Kaple svatého Antonína
Druhou kapli vlevo (Capela de Santo António), zasvěcenou svatému Antonínu Paduánskému (asi 1195-1231), založil Pedro Machado de Brito, který zanechal odkaz požadující, aby zde byl pohřben on a jeho potomci. Kaple byla postavena v roce 1635 a částečně zničena při zemětřesení v roce 1755. Výzdoba odráží raně klasicistní a geometrický styl kněžiště, barokní prvky 18. století i restaurátorské snahy 19. století. Polychromovaná socha sv. Antonína je z čalouněného dřeva ve stylu manýrismu. Na bočních stěnách jsou dva obrazy z 18. století od Vieiry Lusitana (1699–1783), královského malíře Jana V.: Svatý Antonín káže rybám a Pokušení sv. Antonína a jeho vidění Panny Marie.

### Kaple Bolestné Panny Marie
Tato kaple (Capela de Nossa Senhora da Piedade, třetí zleva) je také pohřebištěm svého zakladatele Martima Gonçalvese da Câmara (1539–1613), královského úředníka Sebastiana I. Na stavbu a výzdobu této kaple, započatou v roce 1686 a dokončenou v roce 1711, dohlíželo Bratrstvo Bolestné Panny Marie.
Oltář pochází z roku 1708 a je dílem řezbářského mistra Benta da Fonseca de Azevedo. Vychází z ústředního vyobrazení Kalvárie obklopené „krajkou“ andělů ze dřeva na basreliéfním pozadí ze sádry malované temperou a zlacením, která pravděpodobně představuje Jeruzalém. Dílo zdobí krásná socha Piety ze 17. století z čalouněného polychromovaného dřeva. Střední část oltáře je lemována dvěma páry kroucených sloupů se zdobnými panely mezi nimi.
Po stranách vstupního oblouku se nacházejí výklenky s polychromovanými plastikami světců z 18. století – Longina vpravo a Veroniky vlevo. To byl nový aspekt, který přispěl ke vzniku „divadelního“ stylu ve výzdobě portugalských kostelů. V tomto případě působí tito světci jako diváci ústřední scény: Kalvárie a Piety na scénickém pozadí namalovaném na panelu, který uzavírá oltářní obraz. Monumentální sacrarium s obrazem Panny Marie Bolestné a „krajka“ andělů obklopující paprsky z krucifixu jsou typickými prvky lisabonské dekorativní školy. Ve skleněné vitríně pod oltářem je socha Panny Marie Šťastné smrti z 19. století. Na bočních stěnách je několik výklenků obsahujících relikviáře ze sbírky Joãa de Borja, lemované dvěma páry karyatid, alegorických a divadelních postav charakteristických pro vkus na počátku 18. století.
Tato kaple s vlivem italského baroka představuje přechod mezi portugalským manýrismem v jeho poslední fázi a následujícím stylem, typickým pro dobu vlády Jana V., který používal barokní slovník. Kaple Bolestné Panny Marie tuto změnu v Portugalsku iniciovala a ovlivnila výzdobu a charakter několika dalších důležitých kaplí jinde v zemi.

### Kaple svatého Jana Křtitele

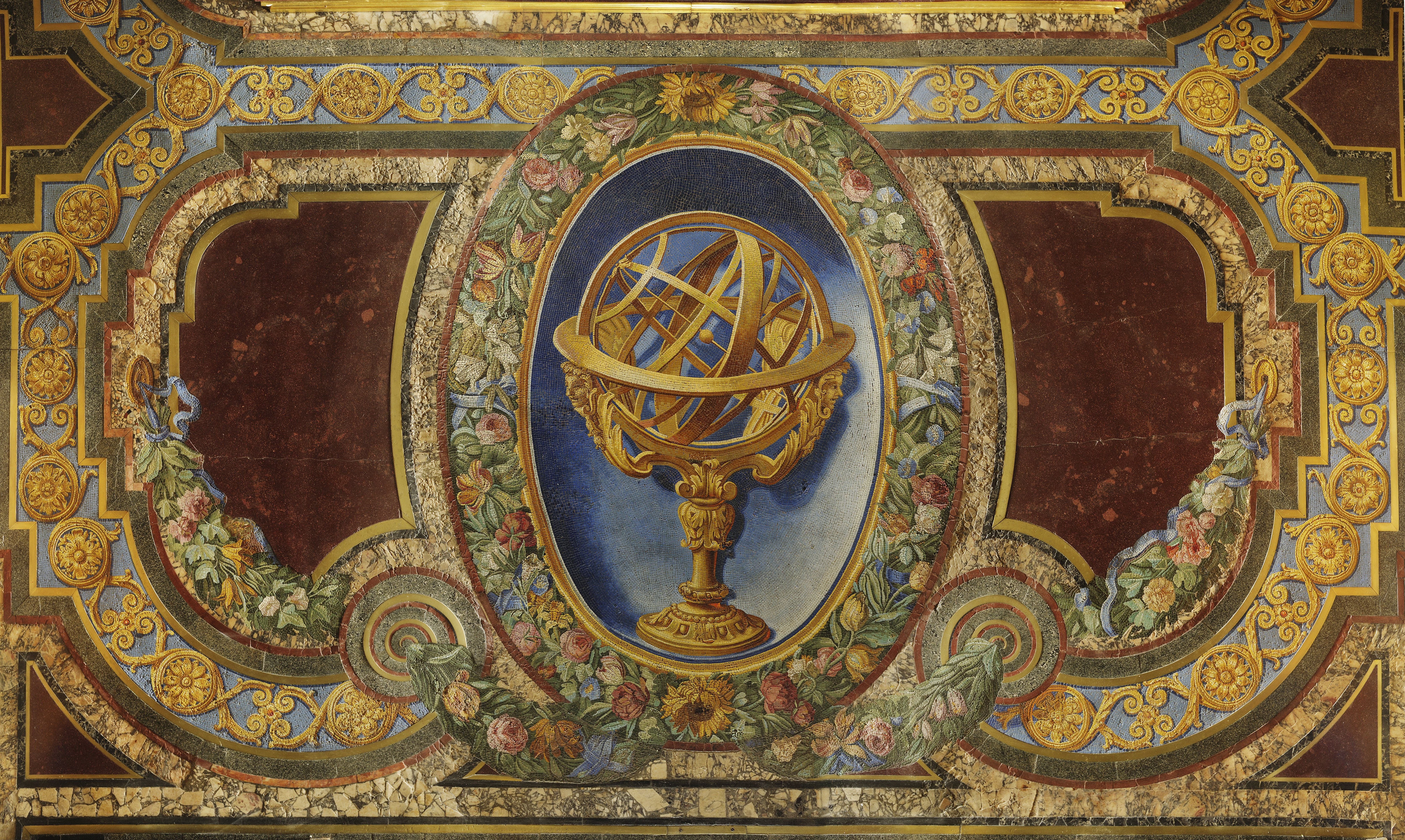
Mozaiková podlaha Kaple sv. Jana Křtitele. Armilární sféra byla národním symbolem Portugalska od vlády Manuela I. jako odkaz na portugalský věk objevů.

Kapli svatého Jana Křtitele (Capela de São João Baptista) nechal král Jan V. postavit v roce 1740. Po dokončení to byla prý nejdražší kaple v Evropě, financovaná ze zlata a dalšího bohatství, které do Portugalska proudilo z Brazílie. Návrhy byly vytvořeny a materiál shromážděn pod vedením architektů Luigiho Vanvitelliho (1700–1773) a Niccola Salviho (1697–1751). Vanvitelli svůj původní návrh upravil podle výkresů, které do Itálie poslal architekt João Frederico Ludovice (1673–1752). Na stavbě pracovaly stovky různých umělců a řemeslníků. Kaple byla sestavována v kostele sv. Antonína Portugalského v Římě od roku 1742. Vysvěcena byla papežem Benediktem XIV. dne 15. prosince 1744, a poté dokončena, aby v ní mohl papež sloužit mši 6. května 1747. V září téhož roku se portugalský velvyslanec u Svatého stolce Manuel Pereira de Sampaio postaral o demontáž kaple a její přepravu třemi loděmi do Lisabonu, kde byla znovu smontována ve svatém Rochu v bývalé kapli Ducha Svatého ze 17. století. Na opětovné sestavení dohlíželi Francesco Feliziani a Paolo Niccoli (nebo Riccoli) spolu s italským sochařem Alessandrem Giustim (1715–1799). Montáž mozaikových desek znázorňujících Kristův křest a Letnice byla dokončena až v srpnu 1752, dva roky po smrti Jana V.
Kaple zavedla do Portugalska tehdy nový rokokový styl. Jeho dekorativní prvky — festony, girlandy, andělíčci — v kombinaci s klasickou strohostí strukturální kompozice tvořily základ vyvíjejícího se vkusu, který rozhodl o budoucích trendech typicky portugalské výzdoby ze zlaceného dřeva. Použití sloupů s rovnými kanálovými dříky se zlacenými anulety na pozadí lapis lazuli, strohost geometrických linií zesílených použitím drahých mramorů a mozaik i rokajová výzdoba ilustrují inovace, které tato kaple zavedla do portugalské dekorativní tradice.
Boční panely — Zvěstování a Letnice — i středový panel — Křest Krista — stejně jako podlaha (zobrazující armilární sféru) jsou mozaiky, pozoruhodné svými nuancemi a smyslem pro perspektivu. Mozaikové kamínky použité na třech stěnových panelech mají rozměr asi 3 mm; kamínky na vousu sv. Jana mají jen 2 mm; na podlaze mají 5 mm. Předlohy pro tři panely navrhl Agostino Masucci (1691–1758) a samotnou mozaiku provedl Mattia Moretti († 1779). Enrigo Enuo navrhl mozaiku na podlaze.
Vzácné materiály byly požadovány portugalským královským dvorem; najdeme tu tedy mnoho druhů okrasných kamenů, například lapis lazuli, achát, zelený mramor, alabastr, kararský mramor, ametyst, purpurový porfyr, zelený porfyr, francouzský bíločerný kámen, zdobné brekcie, diaspor a perský zlatožlutý kámen. Kromě různých mramorů a mozaik byl použit i zlacený bronz a poslední stupeň oltářní plošiny je proveden jako kombinovaná intarzie z drahých dřev a slonoviny.
Kaple sv. Jana Křtitele je italské (římské) umělecké dílo, úplné a stylově jednotné. Kromě samotné kaple v této souvislosti vznikly další bohoslužebné předměty s podobnou vysokou technickou a uměleckou kvalitou: chrámová roucha, ozdoby, krajky a knihy. V Muzeu sv. Rocha je model kaple a příklady oděvů, knih a kovových výrobků s ní spojených.

## Další součásti interiéru

### Hrob Francise Tregiana
Pod západní kazatelnou, mezi kaplí sv. Antonína a kaplí Bolestné Panny Marie, se nachází náhrobek Francise Tregiana (1548–1608), významného představitele anglických katolíků pronásledovaných tamním protestantským režimem, jenž po letech věznění uprchl do Portugalska. Tregian byl původně pohřben pod podlahou hlavní lodi před kaplí Nejsvětější svátosti na místě podnes označeném nápisem.
V kostele je pohřben rovněž další exulant z Britských ostrovů Nicholas Skerrett, arcibiskup Tuamu v Irsku od roku 1580 do roku 1583.

### Relikvie a relikviáře
Kostel sv. Rocha v Lisabonu uchovává jedinečnou sbírku relikvií a relikviářů, která nemá v Portugalsku obdoby. Tyto vzácné umělecké a kultovní předměty pocházejí z 14. až 18. století a většina z nich byla darována Tovaryšstvu Ježíšovu v době jejich působení v kostele. Sbírka zahrnuje více než 500 relikvií a 265 relikviářů, které byly převedeny do vlastnictví Svatého domu milosrdenství královským dekretem Josefa I. v roce 1768.
Relikviáře, které jsou k vidění přímo v kostele a v přilehlém muzeu, mají různé tvary odpovídající uchovávaným relikviím. Mohou mít podobu paží, torz, uren, monstrancí nebo truhliček. Většina těchto předmětů je bohatě zdobená drahými kovy a mnohé z nich jsou opatřeny certifikáty biskupů, potvrzujícími autenticitu relikvií.
V samotném kostele jsou relikviáře vystaveny ve dvou relikviářových oltářích, které vznikly v 19. století. Na levé, evangelijní straně oltáře jsou umístěny relikviáře svatých mučedníků (mužských), zatímco na pravé, epištolní straně jsou relikviáře svatých mučednic (ženských). Tyto oltáře byly vytvořeny v roce 1898 u příležitosti čtyřsetletého výročí založení Svatého domu milosrdenství, a dodnes uchvacují svou historickou a uměleckou hodnotou.
První relikvie darovala kostelu sv. Rocha v roce 1579 královna Kateřina, vdova po králi Janu III. Portugalském. Mezi nimi byla relikvie hlavy sv. Eteriéna, ostatky sv. Heleny, sv. Alžběty Uherské a apoštola Matěje.
Druhou vlnu darů tvořila mimořádná sbírka od Joãa (Juana) de Borja (1533–1606), obsahující rozmanité relikvie a relikviáře různých tvarů. João byl to druhým synem svatého Františka Borgii (1510–1572), působil jako vyslanec Filipa II. na císařském dvoře Rudolfa II. v Praze a později v Římě, kde sestavil prvotřídní sbírku relikvií. Ty přivezl zpět do Španělska, kde v roce 1587 sepsal darovací listinu pro kostel sv. Rocha. Vděční jezuité na oplátku dovolili dárcovi, jeho manželce i jeho potomkům pohřeb v kněžišti tohoto kostela. Tato sbírka udělala z kostela sv. Rocha druhou nejvýznamnější sbírku relikvií po španělském Escorialu.
Za nejvýznamnější relikvii kostela je považována lebka sv. Řehoře Divotvůrce, uložená ve stříbrném relikviáři, kterou darovala Marie Španělská, dcera Karla V. a matka Rudolfa II., na žádost Joãa de Borja.
Po Tridentském koncilu (1545–1663) církev zavedla přísná pravidla pro autentizaci relikvií. Většina relikvií získaných jezuity v kostele sv. Rocha byla doprovázena dokumenty o jejich pravosti, které jsou dnes uloženy v Historickém archivu Santa Casa da Misericórdia de Lisboa.
Na konci 16. století kostel získal další důležité relikvie z Římských katakomb sv. Kalixta, většinou dary od generála jezuitů Claudia Aquavivy. Mezi těmito relikviemi byly ostatky papeže Jana I. a sv. Štěpána I., papeže a mučedníka.
Za zmínku stojí relikviář s fragmenty dřeva z Ježíšových jesliček, které daroval papež Klement VIII. jezuitům v roce 1615. Stříbrná schránka byla financována Marií Rolim da Gama.
V 18. století kostel obdržel relikvie sv. Valentina, sv. Felixe, sv. Urbana a sv. Prospera v bohatě zdobených relikviářích ze zlaceného bronzu a stříbra. Ty byly součástí královské zakázky krále Jana V. pro královskou kapli sv. Jana Křtitele.

### Oltář Zvěstování
Malý oltář Zvěstování (bývalá kaple Panny Marie v exilu) v pravém čili východním transeptu nese název podle jeho manýristického obrazu od Gaspara Diase (asi 1560–1590), jehož tématem je Zvěstování anděla Gabriela Panně Marii. Oltář, poničený v 18. století a později na nějaký čas zakrytý barokními varhanami, byl restaurován v 90. letech 19. století.
Místní kněz António de Castro chtěl, aby tento oltář sloužil jako jeho hrobka; toto přání pak splnil jeho otec João de Castro. António zemřel 8. září 1632 a byl zde pohřben. António de Castro také požádal, aby zde byla pohřbena i jeho rodina a jeho bývalý učitel na koleji v Coimbře, slavný jezuitský filozof Francisco Suárez (1548—1617), který zemřel v jezuitské rezidenci u sv. Rocha. Suárez je známý jako předchůdce moderních teorií mezinárodního práva.

### Oltář Nejsvětější Trojice
Oltář v levé či západní příčné lodi nechal v roce 1622 postavit Gonçalo Pires de Carvalho, dozorce královských (tj. veřejných) prací, a jeho manželka Camila de Noronha jako rodinnou hrobku, jak informuje nápis na kamenném stupni. Byl postaven v manýristickém stylu. Je to nejstarší dochovaný retábl v kterémkoli portugalském jezuitském kostele a je pozoruhodný raným použitím vykládaných barevných mramorů. Uprostřed oltáře je dramatická polychromovaná socha Piety s výraznými barokními znaky pocházející z 18. století.

### Oltář Jesliček
Ústředním tématem tohoto oltáře ze 17. století (vlevo u vchodu do sakristie) jsou Ježíšovy jesličky. Ryté stříbrné jesličky mají podobu relikviáře a obsahují fragmenty dřeva z jesliček v Santa Maria Maggiore v Římě, které daroval papež Klement VIII. (1592–1605) Joãovi Álvaresovi, asistentu Tovaryšstva Ježíšova v Portugalsku. Stříbrné umělecké dílo z roku 1615 věnovala Maria Rolim da Gama, manželka Luíse da Gamy, která na vytvoření relikviáře odkázala velkou částku peněz. Obraz v rondelu nad oltářem, představující skupinu andělů, je připisován Bentovi Coelhovi da Silveira (asi 1630 – 1708).

## Sakristie
Sakristie (vlevo v západním transeptu) je významná jako jedna z prvních sakristií postavených Tovaryšstvem Ježíšovým a je koncipovaná v souladu s liturgickými doporučeními vycházejícími z tridentského koncilu. Kostelní sakristie přijaly navíc funkci „uměleckých galerií“ pro vzdělávání věřících. V popředí tohoto vývoje stáli jezuité od sv. Rocha.
Podél bočních stěn sakristie jsou dvě velké, cenné skříně ze 17. století z žakarandy a palisandru pokryté ebenem a vykládané slonovinou. Stěny jsou téměř celé pokryty třemi řadami cenných maleb rozmístěných ve vlysech až po klenutý strop. Nejspodnější řada dvaceti obrazů, považovaná za nejdůležitější, líčí události a zázraky ze života svatého Františka Xaverského, zejména z jeho cesty na Dálný východ. Namaloval je portugalský manýristický malíř André Reinoso (asi 1590 – po 1641) a jeho spolupracovníci. Cyklus byl dokončen v roce 1619, právě když byl František Xaverský uznán za blahoslaveného, a byl součástí jezuitské propagandy na podporu jeho kanonizace, ke které pak došlo v roce 1622.
Prostřední řada z 18. století je připisována André Gonçalvesovi. Zobrazuje události pašijí protkané alegorickými malbami nadepsanými biblickými úryvky. Tyto malby původně sloužily jako procesní prapory, které si nechal v roce 1761 vyrobit lisabonský Svatý dům milosrdenství; později byly prapory rozebrány a malby použity jako obrazy v sakristii. V horním vlysu jsou výjevy ze života Ignáce z Loyoly, zakladatele Tovaryšstva Ježíšova. Byly přeneseny z dnes již neexistujícího jezuitského noviciátu v Cotovii a jsou připisováni Domingovi da Cunha zvanému Cabrinha.
Strop sakristie tvoří kruhová klenba rozdělená na kazety zdobené freskami ze 17. století, které obsahují emblémy s biblickými symboly odkazujícími na Pannu Marii, později začleněné do Litanie k Panně Marii.